# Médée (fresque)
Médée est une fresque de la Villa Arianna, découverte lors des fouilles archéologiques de l'ancienne ville de Stabiae (aujourd'hui Castellammare di Stabia), et conservée au musée archéologique national de Naples.

## Histoire
La fresque a été peinte dans la première moitié du Ier siècle, comme décoration centrale d'un panneau mural d'un cubiculum de la Villa Arianna, dans une zone de la villa réservée exclusivement aux femmes : dans la même salle ont été peintes également les déesses Flora, Diana et Léda. Toutes ces œuvres ont été re-découvertes en 1759 à la suite des fouilles archéologiques menées par les Bourbons : les fresques ont ensuite été détachées, puis sont devenues une partie de la collection royale de pièces archéologiques.

## Description
De pur style hellénistique, la fresque représente Médée sur un fond bleu, debout, dans l'instant précédant le meurtre de ses enfants, après avoir été rejetée par Jason : elle semble vouloir méditer une vengeance. Le regard est menaçant mais en même temps mélancolique, et la femme porte dans ses mains une épée, non encore utilisée ; Médée semble immobile, ayant encore ses vêtements. Le seul mouvement est celui du manteau, au-dessous duquel Médée essaye de se cacher, peut être par envie de s'échapper de ses sentiments de haine.